# Manfred Böcker
Manfred Böcker (* 14. März 1940 in Essen; † 16. Januar 2023 in Augustdorf) war ein deutscher Politiker und nordrhein-westfälischer Landtagsabgeordneter der SPD.

## Leben und Beruf
Nach dem Besuch der Volksschule und des Gymnasiums mit dem Abschluss Abitur war er von 1958 bis 1962 Soldat bei der Luftwaffe. Anschließend studierte Böcker Pädagogik an der Pädagogischen Hochschule Bielefeld und legte die Staatsprüfungen für das Lehramt an Grund- und Hauptschulen ab. Danach war er bis 1980 im Schuldienst, zuletzt als Konrektor der Hauptschule Augustdorf, tätig.
Der SPD trat er 1969 bei. Er war in zahlreichen Gremien der Partei tätig, so z. B. als Mitglied des SPD-Bezirksvorstandes Ostwestfalen-Lippe. Böcker war Mitglied der Gewerkschaft Erziehung und Wissenschaft.

## Abgeordneter
Vom 29. Mai 1980 bis zum 2. Juni 2005 war Böcker Mitglied des Landtags des Landes Nordrhein-Westfalen. Er wurde jeweils in den Wahlkreisen 115 Lippe III bzw. 115 Lippe III - Höxter I direkt gewählt. Bei der Landtagswahl in Nordrhein-Westfalen 2005 verlor er sein Direktmandat an Manfred Luckey (CDU).
Dem Gemeinderat der Gemeinde Augustdorf gehörte er von 1970 bis 1989 an.

## Sonstiges
Böcker war Mitglied der zwölften Bundesversammlung, die am 23. Mai 2004 den Bundespräsidenten Horst Köhler wählte.